# 1955 en combiné nordique
| Années du combiné nordique : 1952 - 1953 - 1954 - 1955 - 1956 - 1957 - 1958    |
| Décennies du combiné nordique : 1920 - 1930 - 1940 - 1950 - 1960 - 1970 - 1980 |

Cette page reprend les résultats de combiné nordique de l'année 1955.

## Festival de ski d'Holmenkollen
L'édition 1955 du festival de ski d'Holmenkollen fut remportée par le Norvégien Sverre Stenersen devant le Finlandais Eeti Nieminen. Le Norvégien Per Olsen complète le podium.

## Jeux du ski de Lahti
L'épreuve de combiné des Jeux du ski de Lahti 1955 fut remportée par le coureur norvégien Gunder Gundersen devant son compatriote Sverre Stenersen. Le Finlandais Paavo Korhonen complète le podium.

## Jeux du ski de Suède
Les Jeux du ski de Suède 1955 furent organisés à Stockholm / Nässjö. L'épreuve de combiné fut remportée par un coureur norvégien, Kjetil Mårdalen, devant le Finlandais Eero Kempainen. L'Autrichien Sepp Schiffner se classe troisième.

## Deaflympics
Les Deaflympics d'hiver de 1955 eurent lieu à Oberammergau, en Allemagne. Le combiné nordique y était présent pour la dernière fois. Le Norvégien Finn Olav Gjøen s'imposa, comme deux auparavant. Il devance son compatriote Osvald Olsen.

## Championnats nationaux

### Championnats d'Allemagne
Les résultats des deux Championnats d'Allemagne de combiné nordique 1955 manquent.

### Championnat d'Estonie
Le Championnat d'Estonie 1955 fut organisé à Otepää, comme l'année précédente. Il fut remporté par Uno Kajak, devant le champion sortant, Uno Aavola, et le vice-champion sortant, Hugo Kaselaan, dont c'était le dernier podium en championnat d'Estonie.

### Championnat des États-Unis
Les résultats du championnat des États-Unis 1955 manquent.

### Championnat de Finlande
Les résultats du championnat de Finlande 1955 manquent.

### Championnat de France
Les résultats du championnat de France 1955 manquent.

### Championnat d'Islande
Le championnat d'Islande 1955 fut remporté par Jónas Ásgeirsson.

### Championnat d'Italie
Le championnat d'Italie 1955 fut remporté par Alfredo Prucker devant Enzo Perin. Aldo Pedrana complète le podium.

### Championnat de Norvège
Le championnat de Norvège 1955 eut lieu à Voss. Le vainqueur fut Sverre Stenersen, devant Gunder Gundersen et Tormod Knutsen.

### Championnat de Pologne
Le championnat de Pologne 1955 fut remporté par Józef Daniel Krzeptowski (pl), du club WKS Zakopane : c'était là le dernier des sept titres nationaux de ce coureur.

### Championnat de Suède
Le championnat de Suède 1955 a distingué Bengt Eriksson, du club IF Friska Viljor. Le club champion fut le sortant : le Djurgårdens IF.

### Championnat de Suisse
Les résultats du Championnat de Suisse 1955 manquent.